# Bryan Singer
Bryan Jay Singer (ur. 17 września 1965 w Nowym Jorku) – amerykański reżyser, producent i scenarzysta filmowy.

## Życiorys
Urodził się w rodzinie żydowskiej. W 1984 ukończył West Windsor-Plainsboro High School w Plainsboro. W 1989 został absolwentem University of Southern California. Studiował w nowojorskiej School Of Visual Arts.
Singer pierwsze filmy realizował we współpracy z autorem scenariuszy Christopherem McQuarrie. Wspólnie stworzyli Publiczną terapię (nagroda na festiwalu w Sundance) i równie ciepło przyjętych, nagrodzonych Oscarami, Podejrzanych. W 1998 nakręcił Ucznia Szatana, na podstawie prozy Stephena Kinga.
W następnych latach zajął się ekranizacją popularnych komiksów − w 2000 powstał X-Men, a trzy lata później jego kontynuacja (X-Men 2). W 2006 Singer swoim nazwiskiem firmował obraz o Supermanie − Superman: Powrót. Na 2009 planowano premierę następnego filmu jego autorstwa o amerykańskim superbohaterze, jednak ostatecznie projekt przejął inny reżyser. Walkiria, dramat wojenny Singera z 2008, zebrał pozytywne recenzje krytyki oraz został nominowany do nagrody Saturna w siedmiu kategoriach.
Jest jawnym biseksualistą. Jak sam wyznał, obecność w mniejszości narodowej i seksualnej w procesie dojrzewania wpłynęła na jego filmy.

## Reżyseria
- Publiczna terapia (Public Access, 1993)
- Podejrzani (The Usual Suspects, 1995)
- Uczeń Szatana (Apt Pupil, 1998)
- X-Men (2000)
- X-Men 2 (2003)
- Superman: Powrót (Superman: Returns, 2006)
- Walkiria (Valkyrie, 2008)
- Jack pogromca olbrzymów (Jack the Giant Slayer, 2013)
- X-Men: Przeszłość, która nadejdzie (X-Men: Days of Future Past, 2014)
- X-Men: Apocalypse (2016)
- Bohemian Rhapsody (2018)
- X-Men: Mroczna Phoenix (Dark Phoenix, 2019)